# Теляково (Фировский район)
Теляково — деревня в Фировском районе Тверской области. Входит в состав Великооктябрьского сельского поселения.
Находится в 16 километрах к югу от районного центра посёлка Фирово.
Население по переписи 2010 года — 21 человек.
В деревне есть часовня  Успения Пресвятой Богородицы.

## История
Входила в состав Иванодворской волости Осташковского уезда.
В 1859 году в деревне 45 дворов, 205 жителей.